# فلسفة ما بعد الحداثة
فلسفة ما بعد الحداثة هي حركة فلسفية نشأت في النصف الثاني من القرن العشرين، بوصفها رد فعل على الافتراضات المزعوم وجودها في الأفكار الفلسفية الحداثية المتعلقة بالثقافة أو الهوية أو التاريخ أو اللغة، والتي تشكلت خلال عصر التنوير في القرن الثامن عشر. طور مفكرو ما بعد الحداثة، مفاهيمَ مثل الإرجاء والتكرار والأثر والواقع الفائق، لتحطيم السرديات الكبرى وأحادية الوجود واليقين المعرفي. تتساءل فلسفة ما بعد الحداثة حول أهمية علاقات القوة، والشخصنة أو إضفاء الطابع الشخصي، والخطاب داخل بُنية الحقيقة والرؤى الشمولية. ينطلق العديد من مفكري ما بعد الحداثة من إنكار وجود واقع موضوعي ومن إنكار وجود قيم أخلاقية موضوعية.
عرّف جان فرانسوا ليوتار ما بعد الحداثة الفلسفية في كتابه (الوضع ما بعد الحداثي)، فكتب» أعرِّف ما بعد الحداثة بشكل مبسط للغاية على أنّها التشكك في السرديات الكبرى «إذ أنّ ما يعنيه بالسردية الكبرى هو شيء أشبه بقصة موحدة ومكتملة وشمولية ويقينية من الناحية المعرفية، وذلك فيما يخص كل شيء. يرفض مفكرو ما بعد الحداثة السرديات الكبرى بسبب رفضهم لمفهوم الحقيقة الذي تفترضه تلك السرديات بشكل مسبق. يُحاجج فلاسفة ما بعد الحداثة بشكل عام في أن الحقيقة تكون مشروطة دائمًا بالسياق التاريخي والاجتماعي عوضًا عن كونها مطلقة وشاملة، ودائمًا ما تكون الحقيقة جزئية وموضع نقاش وجدل عوضًا عن كونها مكتملة ويقينية.
تتشكك فلسفة ما بعد الحداثة غالبًا وبشكل خاص في سمة التقابلات الثنائية البسيطة للمذهب البنيوي، مؤكدة على مشكلة تمييز الفيلسوف بوضوح المعرفة عن الجهل، والتقدم الاجتماعي عن الرجعية، والهيمنة عن الخضوع، والخير عن الشر، والحضور عن الغياب. ولكن يجب أن تتشكك فلسفة ما بعد الحداثة لنفس الأسباب غالبًا بشأن السمات الطيفية المعقدة للأشياء، مؤكدة على تمييز الفيلسوف بشفافية مرة أخرى للمفاهيم، فيجب أن يُفهم التصور في السياق المقابل له، مثل الوجود والعدم، السوى وغير السوي، الكلام والكتابة وما شابه ذلك. وترتبط فلسفة ما بعد الحداثة أيضًا بعلاقات قوية مع الأدب الأساسي للنظرية النقدية.

## الدعاوي الأساسية
يشكل الكثير من دعاوي ما بعد الحداثة رفضًا متعمدًا لقيم معينة من عصر التنوير في القرن الثامن عشر. ويعتقد مثل هذا المفكر ما بعد الحداثي، أنّه لا وجود لما يُسمى بالواقع الموضوعي الطبيعي، وأنّ العقل والمنطق ما هما إلا أبنية تصورية غير صالحة عالميًا أو بشكل شامل. ويُعد إنكار وجود طبيعة بشرية والتشكك (المعتدل في بعض الأحيان) حول المزاعم التي ترى قدرة العلم والتكنولوجيا على إحداث تغير للمجتمع نحو الأحسن، من الملامح الأخرى المميزة لممارسات ما بعد الحداثة. ويعتقد مفكرو ما بعد الحداثة أيضًا في عدم وجود قيم أخلاقية موضوعية. فهم يتقبلون تصوراتٍ متعددة حول الأخلاقية، حتى لو كان هو أو هي على خلاف مع ذلك بشكل شخصي. وتركز كتابات ما بعد الحداثة على تفكيك الدور الذي تلعبه القوة والأيديولوجيا في تشكيل الخطاب والاعتقاد. وتشارك فلسفة ما بعد الحداثة التشابهات الأنطولوجية مع المذهب الشكي الكلاسيكي ومع مذهب الاعتقاد النسبوي.
تصرح موسوعة روتليدج للفلسفة بأنّ الافتراض القائل بعدم وجود قاسم مشترك في الطبيعة أو الحقيقة، والذي يضمن إمكانية حياد الفكر أو موضوعيته، هو افتراض رئيسي لما بعد الحداثة. ويصف المجلس القومي للبحوث الافتراض القائل بأن بحث العلم الاجتماعي لا يمكن أن ينتج عنه معرفة موضوعية أو جديرة بالثقة، هو نموذج لما يعتقده مفكر ما بعد الحداثة. ويصرح جان فرانسوا ليوتار في كتابه الأساسي (الوضع ما بعد الحداثي 1979) بأنّه ينبغي على افتراضاته ألّا تعطي قيمة تنبؤية فيما يتعلق بالواقع، بل تعطي قيمة إستراتيجية فيما يتعلق بالأسئلة المطروحة. ويمتد تصريح ليوتار في عام 1984 عن تعريفه لما بعد الحداثة بوصفها تشكك في السرديات الكبرى، إلى التشكك في العلم. ويصرح جاك دريدا والذي يعتبر بشكل عام واحدًا من مفكري ما بعد الحداثة، بأنّ كل مرجع وكل الواقع ذو بنية مؤثرة متميزة. ويعد بول فيرآبند واحدًا من أشهر فلاسفة العلم في القرن العشرين، ويُصنف غالبًا كمفكر ما بعد حداثي؛ ويرى فيرآبند أنّ العلم الحديث ليس أكثر تبريرًا من السحر، وكذلك استنكر طغيان المفاهيم المجردة مثل الحقيقة والواقع والموضوعية، والتي تُضيق من نظر الناس وأساليب العيش في العالم. ويدافع فيرآبند أيضًا عن التنجيم، متبنيًا الطب البديل ومتعاطفًا مع النزعة الإبداعية أو الخلاقة. ويصرح المدافعون عن اتجاه ما بعد الحداثة بمبالغة الكثير من أوصاف ما بعد الحداثة في كراهيتها للعلم؛ فأنكر على سبيل المثال فيرآبند أن يكون ضد العلم، وتقبل تفوّق بعض النظريات العلمية على الأخرى (حتى وإن كان العلم نفسه لا يتفوّق على أنماط البحث الأخرى)، وتلقّى علاجات طبية تقليدية خلال صراعه ضد مرض السرطان.

## قضايا تعريفية
يُحاجج الفيلسوف جون ديلي بزعم مثير للجدل يرى أنّ إلصاق صفة ما بعد الحداثة بمفكرين من أمثال دريدا وآخرون، هو أمر سابق لأوانه. وبقدر ما يتبع ما بعد الحداثيين المزعومين، الاتجاه المثالي الحديث تمامًا، فإنّ الأمر أكثر من كونه حداثة متطرفة عن أي شيء آخر. وينبغي لذلك على ما بعد الحداثة التي ترقى لمستوى اسمها، أن لا تقتصر على الانشغال بالأشياء ما قبل الحداثية، ولا التقييد الحديث للأفكار، ولكن يتعيّن عليها أن تتفاهم مع طريقة الإشارات المتجسدة في المذاهب السيميائية لمثل هؤلاء المفكرين أمثال الفيلسوف البرتغالي جون بونسوت والفيلسوف الأمريكي تشارلز ساندرز بيرس.

## التاريخ

### الأصول
تتأصل فلسفة ما بعد الحداثة بشكل أساسي في فرنسا خلال منتصف القرن العشرين. على الرغم من إظهار العديد من الفلسفات السابقة اهتمامها بكثير من قضايا فلسفة ما بعد الحداثة. فتأثرت إلى حد كبير بكتابات سورين كيركجور وفريدريك نيتشه في القرن التاسع عشر، والفلاسفة الآخرين في أوائل القرن العشرين، بما في ذلك الفينومينولوجيين أمثال ادموند هوسرل ومارتن هايدجر، والمحلل النفسي جاك لاكان، والبنيوي رولان بارت وجورج باتاي، وأعمال لودفيج فيتجنشتاين المتأخرة. وتستمد فلسفة ما بعد الحداثة أصولها أيضًا من عالم الفنون والعمارة، وعلى وجه التحديد من مارسل دوشامب وجون كيدج والفنانين الذين مارسوا الفن التصويري وفن العمارة في لاس فيجاس ومركز بومبيدو.

### الفلاسفة الأوائل لما بعد الحداثة
يُعد كل من جان بودريار وجان فرانسوا ليوتار من الفلاسفة الأوائل الأكثر تأثيرًا فيما بعد الحداثة. ويُشار غالبًا إلى ميشيل فوكو بوصفه من الفلاسفة الأوائل لما بعد الحداثة بالرغم من رفضه الشخصي لهذا الوصف. ويُحاجج فوكو على خُطى نيتشه بأنّ المعرفة تأتي من خلال عمليات القوة وتتغير بشكل جوهري باختلاف الحقب التاريخية.
تتعلق كتابات ليوتارد بشكل كبير بالدور الذي تلعبه السردية في الثقافة البشرية، وعلى وجه التحديد كيف تغير هذا الدور بسبب تركنا لعصر الحداثة ودخولنا لوضع ما بعد التصنيع أو ما بعد الحداثة. ويُحاجج بأنّ الفلسفات الحديثة تعطي شرعية لمزاعمها الحقيقية (كما تزعم هي نفسها بذلك) ليس على أساس منطقي أو تجريبي، ولكن على أساس القصص المقبولة (أو السرديات الكبرى) الخاصة بالمعرفة والعالم، ويمكن مقارنة ذلك بمفهوم فتجنشتاين عن ألعاب اللغة. ويُحاجج كذلك بأنّه لم يعد لتلك السرديات الكبرى القدرة على منح الشرعية لمزاعم الحقيقة، وذلك في ظل وضعنا ما بعد الحداثي. فيشير إلى أنّ الناس في أعقاب سقوط السرديات الكبرى الحديثة، يطورون لعبة لغة جديدة، فلم يعد أحد قادرًا على الزعم باسم الحقيقة المطلقة ولكن عوضًا عن ذلك يدعمون عالمًا من العلاقات المتغيرة باستمرار (بينهم وبين بعضهم وبينهم وبين العالم). ومارس دريدا، أبو المذهب التفكيكي، التفلسف بوصفه شكلًا من أشكال نقد النصوص. وانتقد الفلسفة الغربية بوصفها تعلي من شأن فكرة الحضور واللوجوس (العقل) في مقابل الغياب والعلامات أو الكتابة.
وأعلن عن نفسه أشهر الفلاسفة البراجماتيين ريتشارد رورتي في الولايات المتحدة، بوصفه منتميًا لما بعد الحداثة. واعتقد رورتي كفيلسوف تحليلي، بأهمية الجمع بين نقد الفيلسوف ويلارد فون كواين لتمييز بين التحليلي والتركيبي، مع نقد ويلفريد سيلارز لأسطورة المُعطَى، مما يعطي الفرصة للتخلي عن وجهة النظر التي تعتبر الفكر أو اللغة بوصفها مرآة للواقع أو العالم الخارجي. وبالاعتماد على نقد دونالد ديفيدسون للثنائية بين النموذج المفاهيمي والمحتوى التجريبي، فإنّه علاوة على ذلك يتحدى معنى التساؤل حول ما إذا كانت مفاهيمنا الخاصة مرتبطة بالعالم بطريقة ملائمة، وما إذا كنا نستطيع تبرير أساليبنا في وصف العالم بالمقارنة مع الأساليب الأخرى. ويُحاجج بأنّ الحقيقة لم تكن مرتبطة بالحصول على الأمر بشكل صحيح أو تمثيل الواقع، ولكنها كانت جزءًا من الممارسة الاجتماعية، وكانت اللغة هي الخادمة لأغراضنا في زمن معيّن؛ فاللغات القديمة غير قابلة للترجمة في بعض الأحيان إلى اللغات الحديثة لأنها تمتلك كلمات مختلفة وغير مفيدة اليوم. ولا يُعد دونالد ديفيدسون عادة من مفكري ما بعد الحداثة، على الرغم من اعترافه هو ورورتي بوجود القليل من الاختلافات بين فلسفاتهم.

## النقد
تتشارك الانتقادات الموجهة إلى ما بعد الحداثة بالرغم من تعددها الفكري، في الرأي القائل بافتقارها للترابط المنطقي وعدائها لمفهوم المطلقات كما هو الحال مع مفهوم الحقيقة. يعتبر هذا النقد على وجه التحديد أنّ ما بعد الحداثة لا تمتلك أيّ معنى وتشجع على النزعة الظلامية أو الغموض، وتستخدم النسبوية (في الثقافة والأخلاق والمعرفة) إلى الحد الذي تعطل فيه معظم الأحكام المطروحة.